# Смит-Осборн, Мэдолин
Мэдолин Смит-Осборн (англ. Madolyn Smith Osborne; род. 1 января 1957) — американская актриса.

## Биография
Мэдолин Смит-Осборн родилась на военной базе Сэндия в Альбукерке, Нью-Мексико, в семье отставного полковника (ставшего впоследствии собственником солнечной энергетической компании) и матери-домохозяйки. Имеет четырёх родных братьев. Из-за постоянных переездов семьи она жила на Гавайях, в Канзасе, Виргинии, Мэриленде, Таиланде и снова в Альбукерке.
Мэдолин обучилась специальности «артистка мюзикла» в Университете Южной Калифорнии. Её первым представлением был мюзикл «Оклахома!». Мэдолин сама оплачивала своё обучение, работая официанткой. На старших курсах Мэдолин выиграла драматическую стипендию Джека Николсона.
Мэдолин играла в Университете Южной Калифорнии, когда местный преподаватель Джон Хаусман убедил режиссёра Джеймса Бриджеса посмотреть на выступление Мэдолин в университетском городке в спектакле Уильяма Шекспира «Всё хорошо, что хорошо кончается», и в итоге она получила свою первую роль в кино в фильме «Городской ковбой».
С 1988 года Мэдолин замужем за хоккеистом НХЛ Марком Осборном. У пары есть две дочери Эбигейл и Элайза. С середины 1990-х годов Мэдолин не снимается в кино.

## Фильмография
| Год  |    | Русское название         | Оригинальное название              | Роль                          |
| ---- | -- | ------------------------ | ---------------------------------- | ----------------------------- |
| 1980 | ф  | Городской ковбой         | Urban Cowboy                       | Пэм                           |
| 1981 | с  | Охотник Джон             | Trapper John, M.D.                 | Бонни Уикс                    |
| 1982 | тф | Благословение            | Pray TV                            | Лих Оукс                      |
| 1982 | тф | Репетиция убийства       | Rehearsal for Murder               | Карен Дэниелс                 |
| 1983 | тф | —                        | The Other Woman                    | Синди Барнс                   |
| 1983 | с  | Касабланка               | Casablanca                         | Мишель                        |
| 1983 | с  | Садат                    | Sadat                              | Джихан Садат                  |
| 1984 | тф | Эрни Ковач: Кроме шуток  | Ernie Kovacs: Between the Laughter | Дороти Ковач                  |
| 1984 | ф  | Весь я                   | All of Me                          | Пегги Шайлер                  |
| 1984 | ф  | Космическая одиссея 2010 | 2010: The Year We Make Contact     | Кэролайн Флойд                |
| 1985 | тф | Смертельные намерения    | Deadly Intentions                  | Кэтрин Рейнор                 |
| 1986 | с  | Если наступит завтра     | If Tomorrow Comes                  | Трейси Уитни                  |
| 1987 | ф  | Гость                    | The Caller                         | Кэролайн Флойд                |
| 1988 | ф  | Забавная ферма           | Funny Farm                         | Элизабет Фармер               |
| 1989 | с  | Весёлая компания         | Cheers                             | доктор Шейла Райделл          |
| 1990 | тф | Заговор против Гитлера   | The Plot to Kill Hitler            | графиня Нина фон Штауффенберг |
| 1990 | с  | Кеннеди из Массачусетса  | The Kennedys of Massachusetts      | Глория Свонсон                |
| 1990 | тф | Роуз и шакал             | The Rose and the Jackal            | Роуз О’Нил Гринхау            |
| 1991 | ф  | Заход на посадку         | Final Approach                     | Кейси Холси                   |
| 1991 | ф  | Смотритель               | The Super                          | Наоми Бенсингер               |
| 1993 | с  | Класс 96                 | Class of ’96                       | декан Келлер                  |
| 1994 | с  | Строго на юг             | Due South                          | доктор Макензи Кинг           |